# Hans Keller (Diplomat)
Hans Keller (* 19. August 1908 in Zürich; † 14. Dezember 1999 in Bern, reformiert, heimatberechtigt in Hagenbuch) war ein Schweizer Diplomat.

## Leben
Hans Keller kam am 19. August 1908 in Zürich als Sohn des Sekundarlehrers Johann Kaspar Keller und der Marie Elise geborene Birch zur Welt. Keller widmete sich einem Studium der Rechte an den Universitäten Zürich und Lausanne, bevor er 1932 die Promotion in Politologie ablegte.
Beruflich war er zunächst von 1930 bis 1934 als Sekretär der Schweizerischen Zentrale für Handelsförderung (OSEC) in Lausanne, daran anschliessend bis 1940 in selber Funktion in der Schweizerischen Handelskammer in Wien tätig. In der Folge half er bis 1943 als Delegierter der OSEC, danach bis 1945 als Vizekonsul in Bratislava jüdischen Geschäftsleuten.
Nach dem Zweiten Weltkrieg versah er diplomatischen Dienst in Prag, Moskau, Ankara, Bern und Colombo. Zwischen 1960 und 1961 hatte er die Leitung des neu geschaffenen Dienstes für technische Zusammenarbeit inne. Ab 1961 wirkte er als Delegierter des Bundesrats für technische Zusammenarbeit. Zuletzt war er als Schweizer Botschafter in Peking von 1963 bis 1966 sowie in Belgrad von 1967 bis 1974 eingesetzt.
Hans Keller heiratete im Jahr 1935 Margrith, die Tochter des Vizedirektors der Vita Lebensversicherungs-Gesellschaft AG Ernst Spühler. Er verstarb am 14. Dezember 1999 vier Monate nach Vollendung seines 91. Lebensjahres in Bern.

## Archive
- Hans Kellers Nachlass ist im Archiv für Zeitgeschichte in Zürich aufbewahrt.

- Informationen zu Hans Keller sind in Dokumenten im Eidgenössischen Departement für auswärtige Angelegenheiten (EDA) einsehbar.